# Sitona Abdalla Osman

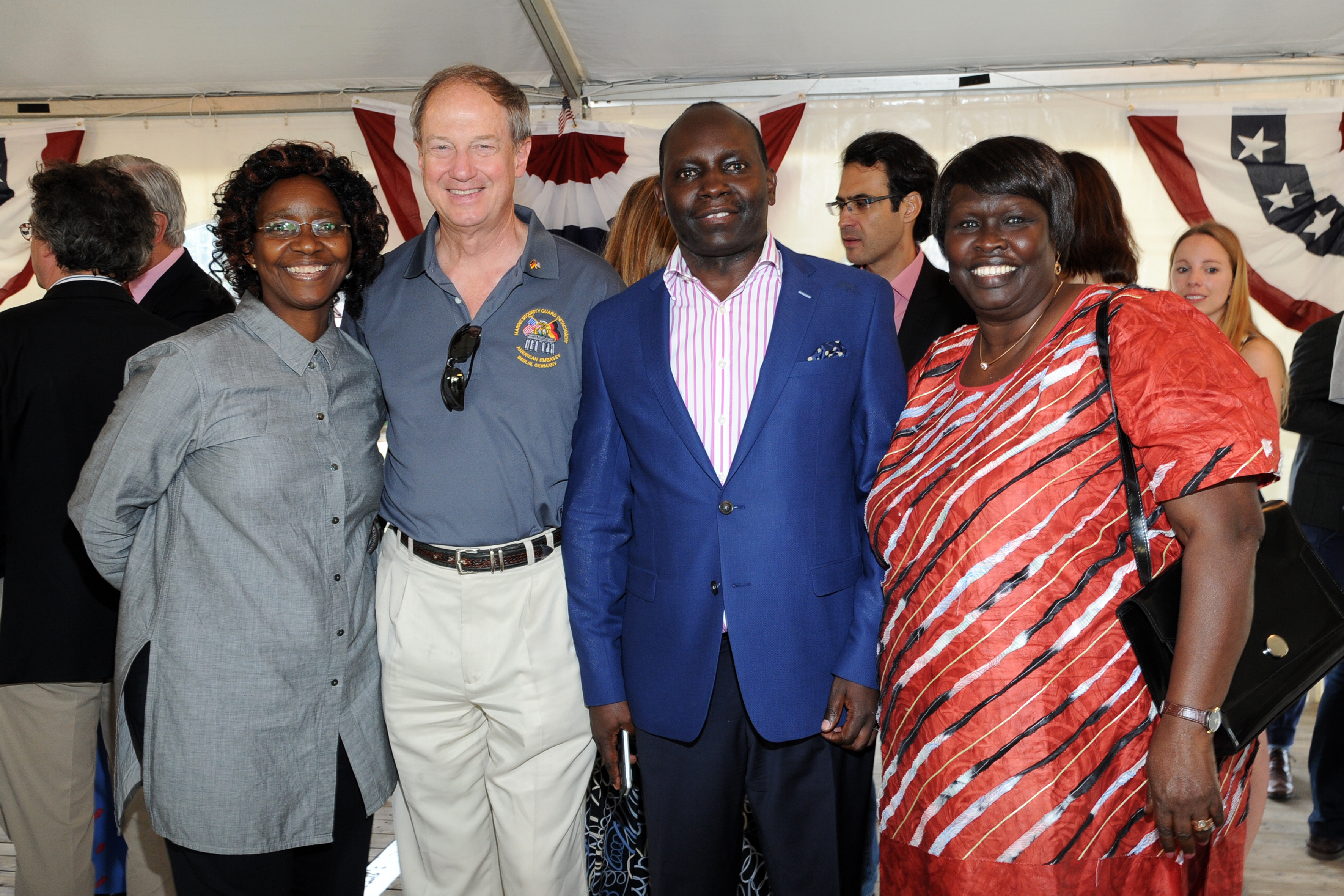
Sitona Abdalla Osman (rechts), 2016

Sitona Abdalla Osman ist eine südsudanesische Diplomatin.

## Leben
Sie erwarb einen Bachelor-Abschluss in Physiotherapie an der Universität Kairo und lebte dann in Khartum im Sudan. Nach Einführung der Scharia verließ sie Khartum und schloss sich den Rebellen im Süden des Sudans an. Von 1985 bis 2002 arbeitete sie für die Südsudanesische Befreiungsbewegung und die Sudanesische Volksbefreiungsarmee. Sie übernahm Führungsaufgaben im Frauenflügel der Bewegung. Sie vertrat die Bewegung auch in Österreich. Nach dem Naivasha-Abkommen trat sie im Jahr 2007 in den Dienst des sudanesischen Außenministeriums ein. Nach der südsudanesischen Unabhängigkeit arbeitete sie ab 2011 für den diplomatischen Dienst Südsudans. Sie wurde im August 2012 die erste südsudanesische Botschafterin in Deutschland mit Sitz in Berlin. Am 23. Februar 2016 wurde sie in Österreich zweitakkreditiert. Im März 2018 wurde sie durch Beatrice Wani-Noah auf ihrem Botschaftsposten abgelöst. Sie kehrte ins Außenministerium zurück und ist dort Generaldirektorin für internationale technische Zusammenarbeit.
Sie spricht Arabisch und Englisch.